# Ferruccio Furlanetto
Ferruccio Furlanetto   (Sacile, 16 de maig de 1949) és un baix italià. El seu debut professional va ser el 1974 a Lonigo, va debutar en el Teatre allà Scala a Milà el 1979, en una producció de Macbeth de Verdi, dirigida per Claudio Abbado. Ha continuat cantant nombrosos papers, entre ells Don Giovanni i Leporello a Don Giovanni de Mozart, Philip II en Don Carlos de Verdi, Figaro a Les noces de Fígaro de Mozart, Gremin a Ievgueni Oneguin de Txaikovski, Zaccaria en el Nabucco de Verdi, Mefistofeles a Faust de Gounod, Orestes a Elektra d'Strauss, Fiesco a Simon Boccanegra de Verdi, el paper principal de Boris Godunov de Mussorgski, així com molts altres papers.
Ha cantat en els principals teatres d'òpera del món. Va debutar en el Metropolitan Opera en la temporada 1980/81, i ha actuat a l'Opéra de París (Bastilla), el Festival de Pasqua de Salzburg i el Festival regular de Salzburg, el Teatre Colón a Buenos Aires, l'Staatsoper de Viena, l'Òpera de Tel-Aviv i la Royal Opera House a Londres.
Les seves aparicions als Estats Units han estat principalment amb l'Òpera Metropolitana i l'Òpera de Sant Diego. Amb aquesta última companyia ha cantat el paper del títol a Oberto (1985), Mefistofeles a Faust (1988 i 2001), el paper de títol a Don Giovanni (1993 i 2000), el rei Philip a Don Carlo (2004), Basilio a Il barbiere di Siviglia (2006), i les seves úniques aparicions als EUA en els papers de títol a Boris Godunov (2007) i Don Quixot el 2009 i 2014. Va reprendre la seva actuació en Don Quixot a Palerm i en el Teatre Mariinsky (Sant Petersburg) el 2010, i les seves primeres actuacions als EUA com Thomas Becket a Assassinio nella cattedrale de Pizzetti el 2013. El 2021 va interpretar a Don Alfonso en la producció de l'Opera de San Francisco de Cosí fan tutte.
També és molt demandat com a cantant de concerts. Va cantar en la Missa de la Coronació de Mozart sota la batuta de Herbert von Karajan, en una actuació extraordinària al Vaticà en presència del Papa Joan Pau II que es va emetre a tot el món. Ha aparegut sovint a la Scala, el Deutsche Oper de Berlín, el Gran Teatre del Liceu de Barcelona, el Musikverein de Viena, els Proms de la BBC 2011 en el Royal Albert Hall, i molts altres llocs.
En DVD, Furlanetto pot ser vist com el Gran Inquisiteur en Don Carlos de Verdi, en una producció dirigida per James Levine i escenificada per John Dexter, del Met, el 1983. També en l'elenc estan Plácido Domingo, Mirella Freni, Grace Bumbry, Louis Quilico i Nicolai Ghiaurov. També pot ser vist com a rei Felip II en el mateix treball, sota la batuta de Herbert von Karajan, amb Josep Carreras, Piero Cappuccilli i Matti Salminen. Furlanetto es presenta en un DVD de Don Giovanni de Mozart, interpretant la part de Leporello, amb Herbert von Karajan dirigint la filharmònica de Viena en el Festival de Salzburg de 1987. A més, Furlanetto exerceix el paper d'Esparafucile en la producció de Rigoletto (al costat de Luciano Pavarotti) de Jean-Pierre Ponnelle el 1982.
També apareix en I vespri siciliani, una producció de la Scala de 1989 conduïda per Riccardo Muti.

## Videografia
- The Metropolitan Opera Gal·la 1991, Deutsche Grammophon DVD, 00440-073-4582
- Gala de 25 anys d'Òpera Metropolitana de James Levine (1996), Deutsche Grammophon DVD, B0004602-09